# Князь Церкви
Князь Церкви — термин, в настоящее время применяющийся исключительно к кардиналам Римско-католической церкви. Однако, исторически термин более значим как общее название всех высших священнослужителей (епископов и архиепископов и даже аббатов), чьё служение даёт им высокий светский ранг и привилегии князей (в самом широком смысле) или приравнивает их к князьям. В случае с кардиналами, с ними всегда обращаются в протоколе как с принцами королевской крови.
По аналогии со светскими князьями в широком смысле (то есть, подразумевая любого верховного феодального правителя независимо от его титула), в условиях феодального классового общества было вполне целесообразно рассматривать высших представителей духовенства, главным образом, прелатов, как привилегированный класс (сословие), подобный знати и занимающий место немногим ниже, а возможно, даже выше светской знати в общественной иерархической системе. Часто высшие духовные особы, например, епископы, имели по протоколу право первенства перед знатью и занимали первые места на самых высоких собраниях, включая суды и заседания законодательных органов. Достаточно вспомнить лордов-епископов в английской (позже британской) Палате лордов и князей-примасов в Венгерском королевстве. В Священной Римской империи существовал институт князей-епископов, имевших как светский, так и церковный титул. Наиболее могущественные из них участвовали в выборах императора (архиепископы Кёльна, Майнца и Трира).
Поскольку в Европе с некоторого времени среди младших сыновей династических домов вошло в обычай делать церковную карьеру, особенно среди тех, кто отстранялся от наследования титулов, члены королевских семейств и аристократия начали занимать многие из самых высших прелатств.
Примеры: Генрих Стюарт, кардинал-герцог Йоркский, второй внук Якова II, короля Англии и Энрике Ависский, кардинал-король Португалии, пятый сын Мануэля I, короля Португалии. Даже папы римские открыто назначали кардиналов-племянников из своих собственных семейств, таких как Медичи, Боргезе, Фарнезе, Людовизи, Барберини и т. д. Однако это частные случаи.